# Ригель, Фридрих Самуэль
Фридрих Самуэль Ригель (нем. Friedrich Samuel Riegel; 1 октября 1825, Регенсбург — 10 апреля 1907, Мюнхен) — немецкий органист и композитор.
Окончил школу в Регенсбурге и учительскую семинарию в Альтдорфе, недолгое время работал сельским учителем, после чего поступил в Баварскую консерваторию, где учился у Иоганна Георга Херцога.
С 1852 г. органист Церкви босоногих в Аугсбурге, в 1854 г. сменил Карла Людвига Дробиша на посту музыкального руководителя протестантской общины Аугсбурга. В 1856 г. участвовал в инаугурации нового органа Эберхарда Валькера в Ульмском соборе, одного из самых больших в мире.
С 1858 г. в Мюнхене, до 1900 г. был органистом лютеранской церкви Святого Матфея, а также преподавал орган в Баварской консерватории (среди его учеников Адольф Гесснер). Принадлежал к числу важнейших пропагандистов использования хора a cappella в лютеранском богослужении второй половины XIX века. Был музыкальным редактором влиятельной антологии «Сокровищница литургического хорового и общинного пения» (нем. Schatz des liturgischen Chor- und Gemeindegesangs; 1865—1872), составленной Людвигом Шёберляйном.
Автор органных прелюдий и фуг (первые десять, составившие в 1860 г. Op. 1, посвящены его учителю Херцогу), церковной музыки.